# 엘알 이스라엘 항공 1862편 추락 사고
엘알 이스라엘 항공 1862편(영어: El Al Flight 1862, 히브리어: אסון ביילמר)은 존 F. 케네디 국제공항을 출발해 벤구리온 국제공항으로 향하던 항공편으로, 이륙 직후 고층 아파트로 돌진한 후 추락했다. 이 사고로 승객과 승무원 아파트 주민을 포함한 43명이 사망했다.

## 개요
1992년 10월 4일, 네덜란드 암스테르담의 스히폴 국제공항에서 이륙한 이스라엘의 엘알 이스라엘 항공의 이 항공기는 뉴욕의 존 F. 케네디 국제공항을 출발해 암스테르담의 스키폴 국제공항을 경유해 텔아비브의 벤구리온 국제공항으로 향할 예정이었다. 기종은 보잉 747-200F 화물기로 기체 기호는 4X-AXG이며 1979년에 제조하였다. 이륙한 지 6분이 지난 후 주날개와 엔진을 이음과 연결하는 핀인 휴즈핀이 금속이 손상되면서 이륙을 하다가 고정한 나사가 떨어저 나가면서 제 3 엔진이 파손되어 떨어져 나간 다음 제 4 엔진과 충돌해 오른쪽 날개가 파괴되면서 기체가 흔들리기 시작하였다. 한편 엘알 이스라엘 항공 1862편은 오른쪽 날개가 손상된 채 스키폴국제공항에 다시 진입하려고 하였다. 하지만 활주로에 가까스로 도착하기 전 2개의 엔진이 떨어져 나간 오른쪽 날개의 양력 부족으로 인해 더 이상 조종이 불가능하게 되었다. 이륙한 지 8분이 지난 후에 암스테르담 교외에 위치한 베이르마 메이아 지구의 고층 아파트에 추락하여 승객과 승무원을 포함한 3명과 아파트 주민 39명을 비롯해 총 42명이 숨졌다. 아파트와 충돌하면서 일부 건물이 파괴되었고 희생자 모두 비행기가 충돌한 곳에 거주해 있었다. 현재는 충돌한 아파트는 철거되어 위령비를 세우게 되었다.
당시 이스라엘은 중동 지역과 전쟁을 벌였기 때문에 전쟁에 지원하는 군용품과 사린의 원료가 되는 성분이 포함되었다. 또한 기체에 매스 밸런스와 감손 우라늄이 실려져 있어서 주민이 건강 문제로 인해 법정을 제기 하였지만 네덜란드 정부는 보상 요구를 거부하였다.

## 사고 원인
엘알 이스라엘 항공 1862편이 스키폴국제공항에서 이륙한 직후 2개의 엔진이 손상되어 오른쪽 날개가 손상이 되었으나 순항 속도로 운항했기 때문에 양력이 확보되고 있었다. 하지만 착륙 태세에 들어가면서 속도가 감소되었고 양력이 줄어들면서 오른쪽 날개가 실속해 오른쪽으로 선회한 다음에 추락하였다. 이를 토대로 조사한 결과 휴즈핀의 손상이 심했고 손상된 자국을 토대로 확인한 결과 심각한 것으로 드러났다. 한편 사고 이후 보잉사는 보잉 747 기종을 사용하고 있는 항공사에게 엔진 리콜을 명령하여 모든 보잉 747 기종을 모두 리콜하여 수리하였다.

## 사진

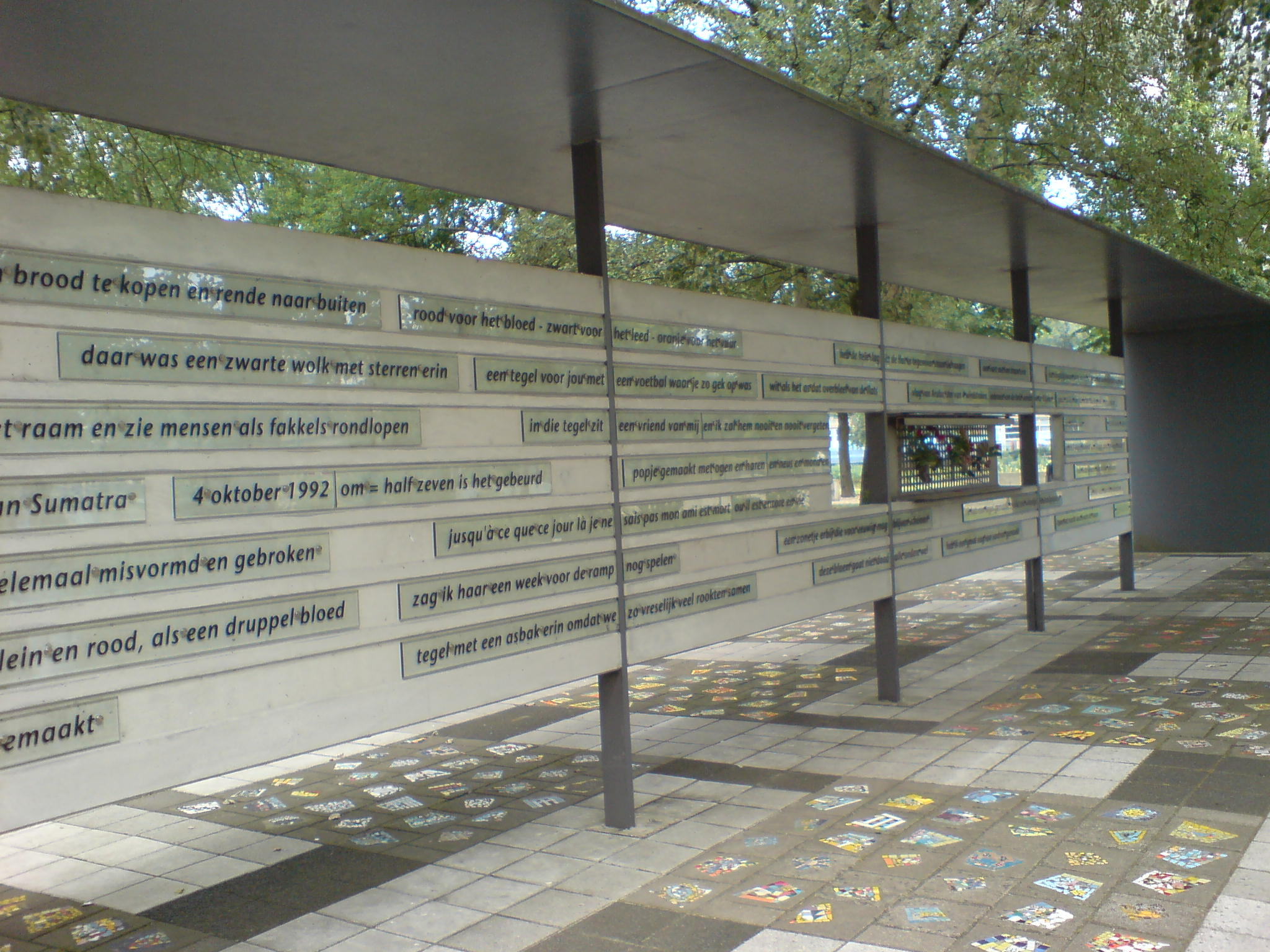
엘알 이스라엘 항공 1862편 추락 사고 위령비
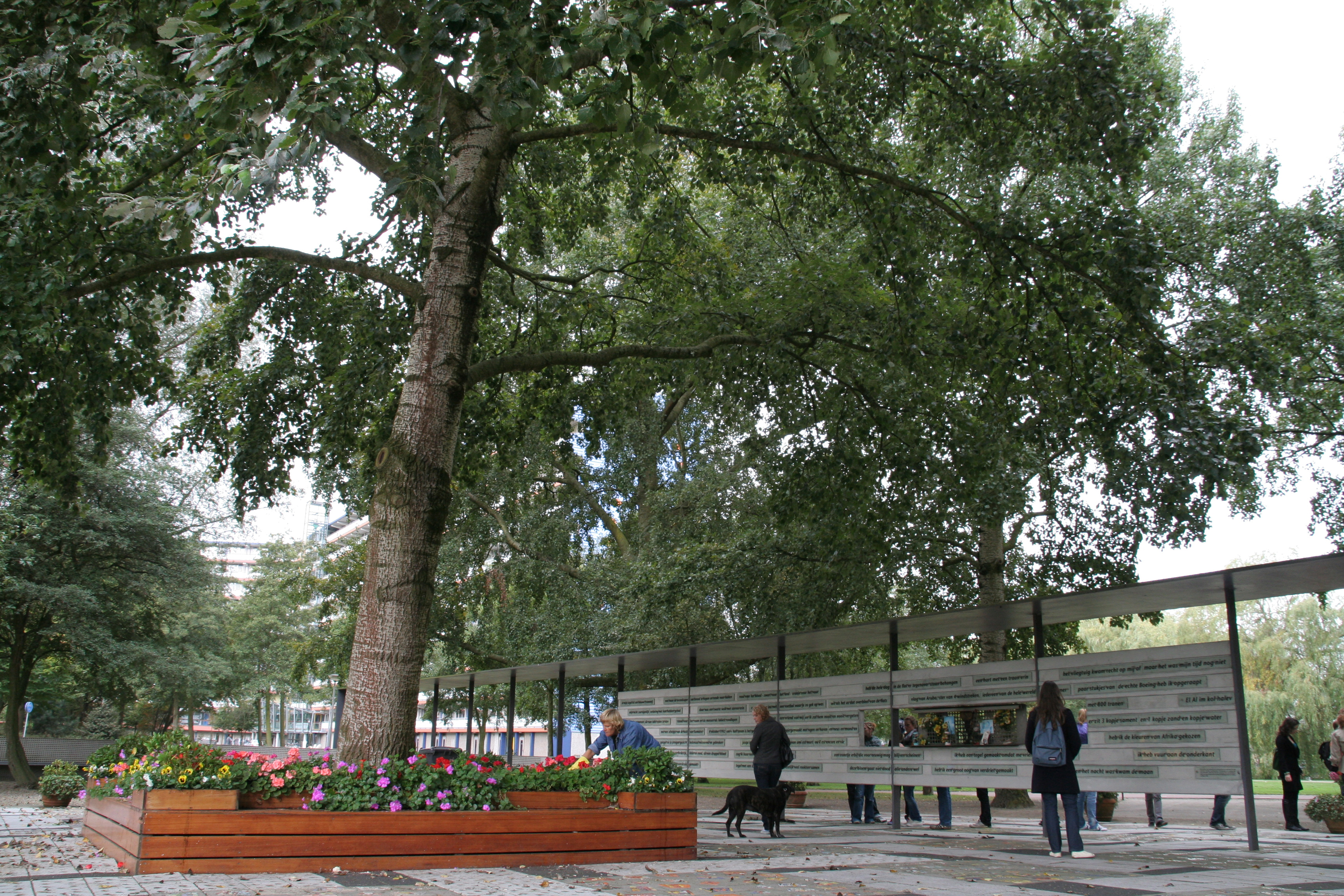
엘알 이스라엘 항공 1862편 추락 사고 위령비 공원
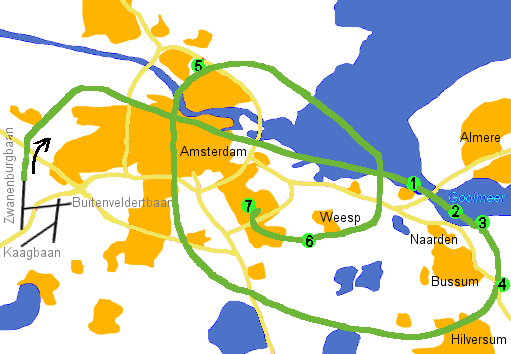
엘알 이스라엘 항공 1862편 추락 경로
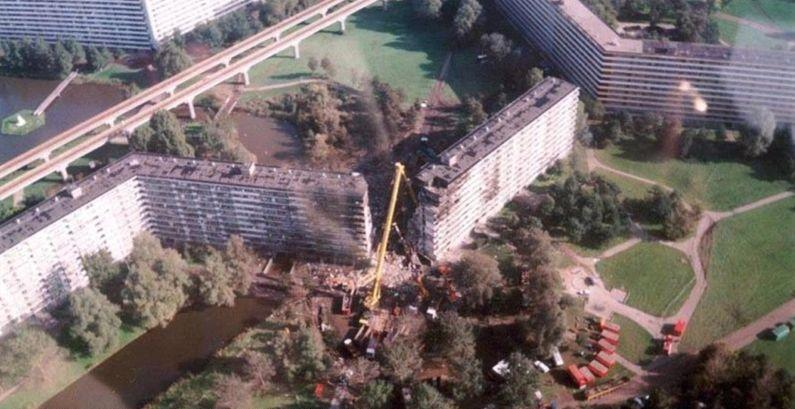
엘알 이스라엘 항공 1862편 추락 장소 앞면
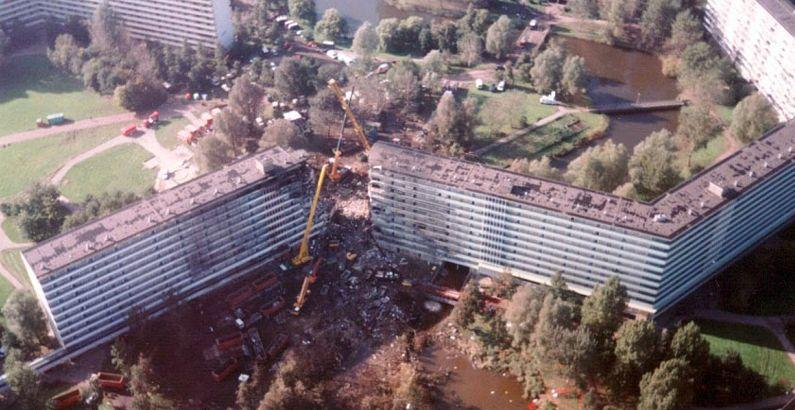
엘알 이스라엘 항공 1862편 추락 장소 뒷면

## 같이 보기
- 항공 안전
- 중화항공 358편 추락 사고
- 보잉 KC-135 스트래토탱커
- 아메리칸 항공 191편 추락 사고